# Stickford
Stickford – wieś i civil parish w Anglii, w Lincolnshire, w dystrykcie East Lindsey. W 2011 civil parish liczyła 497 mieszkańców. Stickford jest wspomniana w Domesday Book (1086) jako Stichesforde.